# 朱國弼
朱國弼（？—1652年），朱麒的五代孫，早年以父蔭嗣襲撫寧侯，明朝军事将领。

## 生平
天啟年間，楊漣彈劾魏忠賢，朱國弼亦乞請速賜處分。魏忠賢大怒，停其一年俸祿。崇禎年間，總督京營。溫體仁把柄朝政時，朱國弼抗疏彈劾。后崇祯帝下詔捕其門客及繕疏者均下獄，并停祿。崇祯帝自盡后，其趕往南京，被南明進為保國公，并與馬士英、阮大鋮相結，后降清，封三等阿達哈哈番（輕車都尉）。卒于顺治九年（1652年）壬辰。

## 家庭背景
- 撫寧伯朱謙，夏邑人，明朝軍事將領，永樂初年，襲父職為中都留守左衛指揮僉事。
- 保國公朱永，字景昌，明朝軍事將領，弘治四年，監修太廟，完工后，晋升太師。朱永治軍嚴肅，所至多奏功。前後八次獲佩將軍印，在內總管十二團營兼掌都督府事，位列侯勛均名無與之相比。弘治九年去世，追封宣平王，謚武毅。其子朱暉嗣公爵。
- 保國公朱暉，字東陽，保國公朱永之子，撫寧伯朱謙之孫。弘治五年，授勛衛，嗣保國公，督神機營。弘治十三年，更換京營大帥，命其督三千營兼領右軍都督府事。官至太保，正德六年去世。
- 朱麒，一開始充當總兵官，駐地在兩廣。與姚鏌平田州，誅殺岑猛，加太子太保。嘉靖初年，被召回北京。在過一段時間，守備南京，之後過世。
- 朱嶽，嗣爵，亦守備南京。隆慶年間過世。
- 聚妻寇白門，人稱女俠，是秦淮八艷之一。朱國弼降清後，寇白門為其籌得白銀兩萬兩贖回，但拒絕再與朱國弼有瓜葛，流落到秦淮歌樓，後因病去世。
- 子朱辅，袭三等阿達哈哈番（輕車都尉）。